# Pfarrkirche Hohentauern

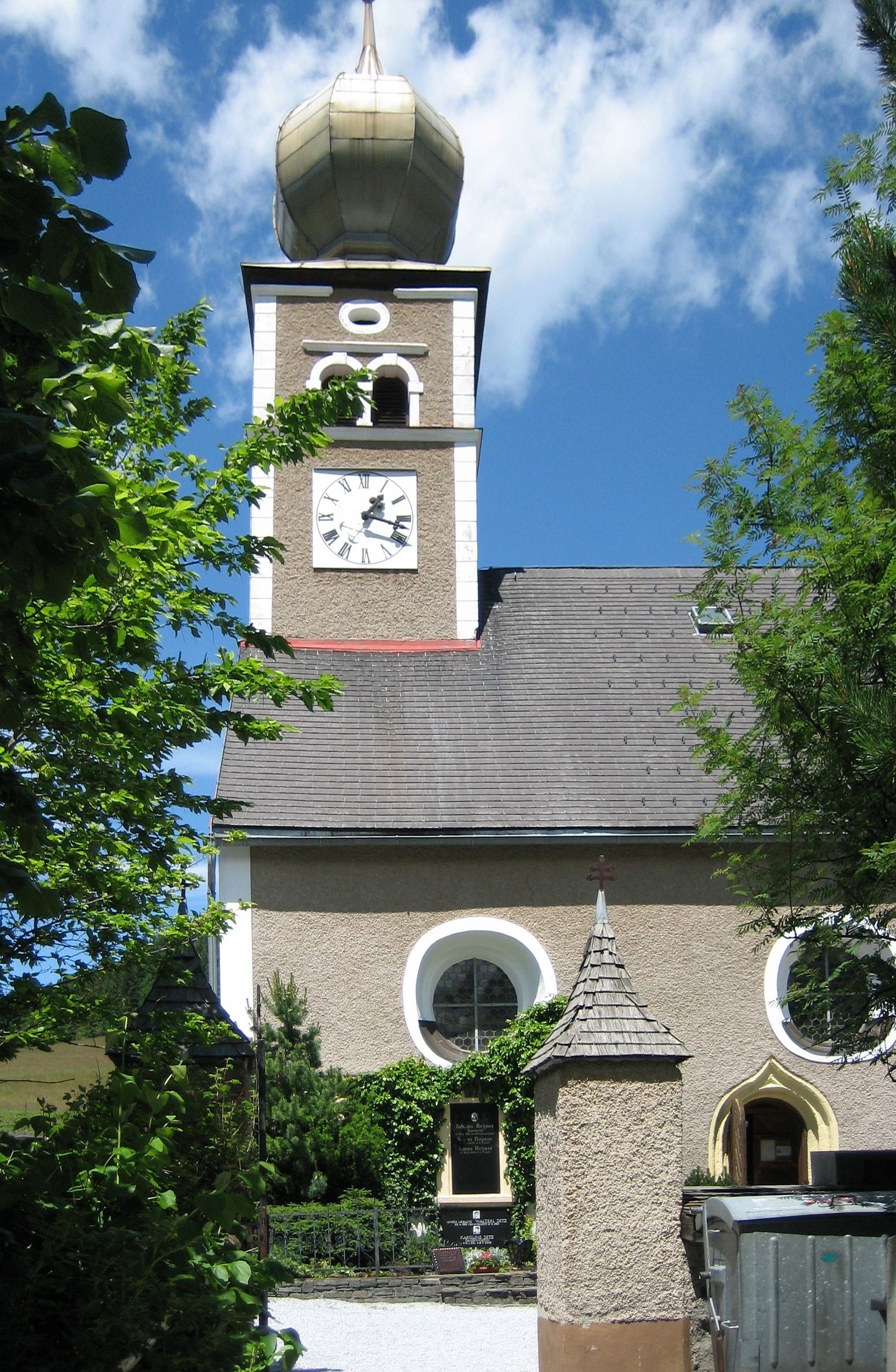
Katholische Pfarrkirche hl. Bartholomä in Hohentauern

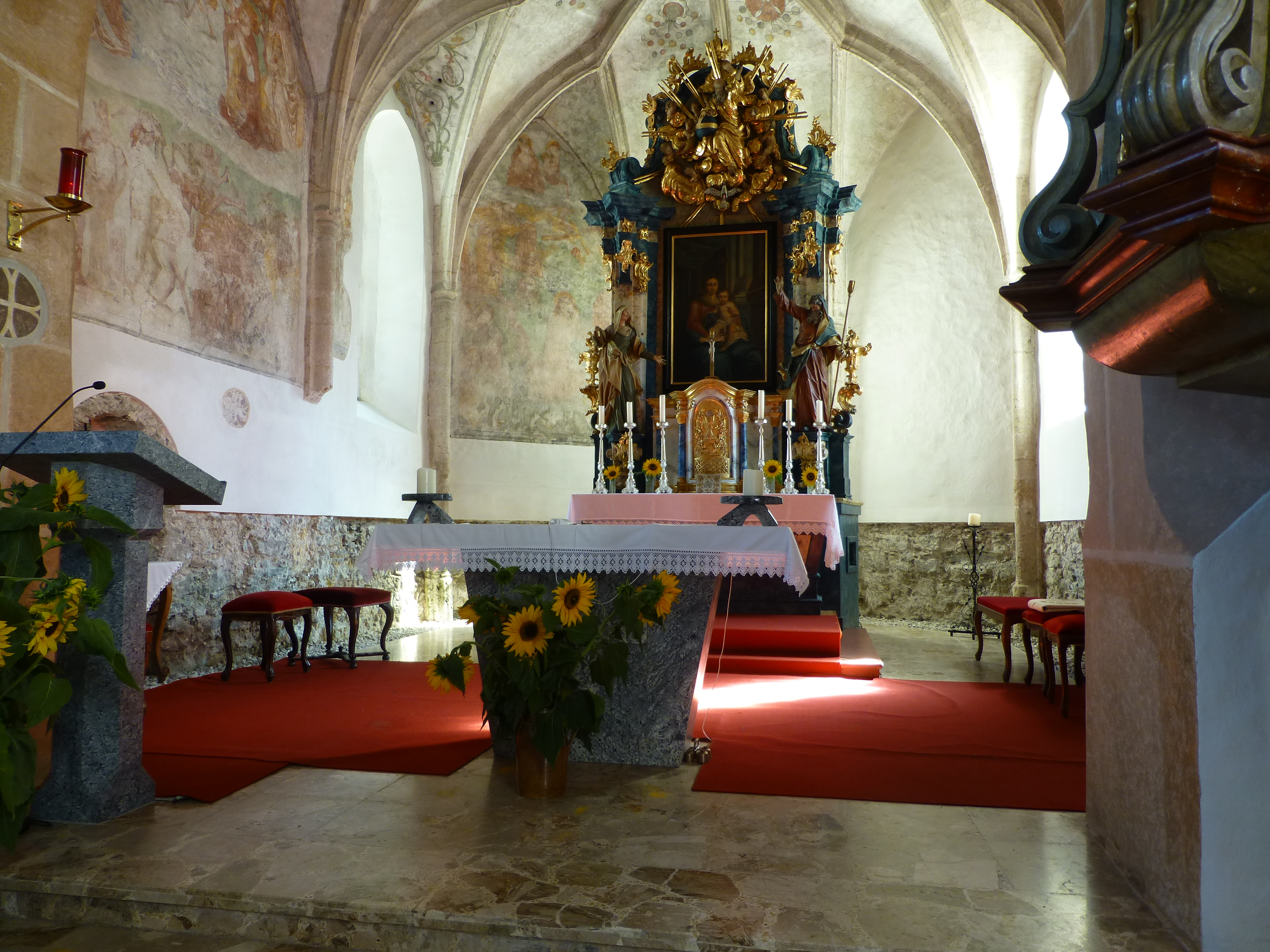
Im Langhaus vor dem Fronbogen in den Chor

Die Pfarrkirche Hohentauern, auch Pfarrkirche St. Bartholomä am Hohen Tauern, steht auf der Triebener Tauernhöhe im Ort Hohentauern im obersten Pölstal, in der Gemeinde Hohentauern, Bezirk Murtal in der Steiermark. Die dem Apostel Bartholomäus geweihte römisch-katholische Pfarrkirche – dem Stift Admont inkorporiert – gehört zum Dekanat Admont in der Diözese Graz-Seckau. Die Kirche und der Friedhof stehen unter Denkmalschutz (Listeneintrag).

## Geschichte
Die Vorgängerkirche wurde im 14. Jahrhundert erbaut, sie ist 1363 erstmals genannt. Sie war eine Seelsorgestelle der Pfarre St. Lorenzen, der Admonter Mutterpfarre des Paltentals. Die Vikare, später Missionäre, waren im ehemaligen, von Maximilian Wende 15./16. Jahrhundert errichteten erzherzoglichen Forsthaus, Kaiserhaus genannt, dann Alter Pfarrhof (heute Gasthof Daxler), an der Schulterer Höhe untergebracht.
Um 1490 erfolgte der Neubau des Chores. Das Vikariat wurde 1760 formal eingerichtet. Erst im frühen 19. Jahrhundert wurde der Pfarrhof im Ort errichtet. 1892 wurde die Kirche zur eigenständigen Pfarre erhoben. 1956 wurde die Kirche innen restauriert. Seit den 2000ern gehört St. Bartholomä zum Pfarrverband Trieben–Hohentauern–St.Lorenzen im Paltentale.

## Architektur
Die Kirche ist von einem ummauerten Friedhof umgeben.
Die zweischiffige zweieinhalbjochige Langhaushalle mit einem Kreuzgratgewölbe auf Rechteckpfeilern hat rundbogige und rechteckige Fenster. Es gibt eine Westempore. Das spätgotische Südportal ist rundbogig. Hinter dem eingeschnürten spitzbogigen Fronbogen schließt um eine Stufe erhöht ein einjochiger Chor mit einem Fünfachtelschluss mit Spitzbogenfenstern und mit einem Netzrippengewölbe auf teils gekappten Halbrunddiensten an. Der runde Schlussstein im Chorgewölbe zeigt das Admonter Stiftswappen. Der spätgotische Sakristeianbau im südlichen Chorwinkel ist spitztonnengewölbt und hat ein rundbogiges Portal mit einer gotischen Eisentür. Der Westturm hat gekuppelte Rundbogenfenster und trägt einen Zwiebelhelm aus dem 17. Jahrhundert. Die Dächer sind mit Holzschindeln gedeckt.
Im Kircheninneren wurden 1956 Fresken vom Meister von Schöder freigelegt. Sie zeigen im Chor am Chorschluss die Bauinschrift 1492 und im Gewölbe Ornamente mit Blüten und Ranken, an der Chornordwand das Jüngste Gericht, daneben durch einen Fensterausbruch großteils zerstört die Kreuzigung Christi, in der Chorschräge Christus am Ölberg. Die Fresken im Langhausgewölbe zeigen Ranken und zwei Medaillons Bartholomäus und Katharina und an der Westwand die Jahresangabe 1497.

## Ausstattung
Der Hochaltar um 1750 hat bemerkenswerte Schnitzwerke, welche Josef Thaddäus Stammel zugeschrieben wurden, besonders eindrucksvoll ist hier der in innerer Erregung die Rechte hochhebende Joachim und die beseligt die Botschaft annehmende Anna. Der Hochaltarengel sowie einige Figuren wurden 1974 gestohlen.
Die Kanzel ist barock. Bilder der Evangelisten entstanden im 19. Jahrhundert.
Eine Glocke aus dem 15. Jahrhundert ist aus der Werkstatt Hans Mitter.